# Mistrz Brzeskich Pokłonów Trzech Króli
Mistrz Brzeskich Pokłonów Trzech Króli lub Mistrz z Brzegu – anonimowy malarz ścienny, aktywny na Śląsku na przełomie XIV i XV wieku.

## Działalność artystyczna
Przydomek artyście nadała profesor historii sztuki Alicja Karłowska-Kamzowa wyodrębniając jego styl m.in. na dwóch malowidłach ściennych znajdujących się w prezbiterium kościoła filialnego pw. św. Antoniego w Strzelnikach pod Brzegiem oraz w kościele w Krzyżowicach. W obu świątyniach malarz ukazał nowotestamentową scenę Pokłonu Trzech Króli, w których rozbudowane ujęcie wątku podróży trzech monarchów do Betlejem, wskazuje na związek artysty ze sztuką burgundzką.
Mistrz z Brzegu przybył na Śląsk prawdopodobnie ze środowiska franko-flamandzkiego w 1418, wraz z dworem księcia Ludwika II lub na jego polecenie. W latach 1418–1428 działał w księstwie brzesko-legnickim; jego malowidła ścienne znajdują się w Strzelnikach, Krzyżowicach, Brzegu oraz w Prusinowicach koło Nysy (obecnie zatynkowane) i w Opolu, gdzie znajduje się najpóźniej datowana jego praca. W 1428 roku artysta prawdopodobnie wyjechał ze Śląska z powodu wybuchu wojny husyckiej. Jego styl miał swoich naśladowców, a jego wpływ widać w zachowanych pracach wykonanych w nawie kościoła w Strzelnikach i w Pogorzeli.

## Twórczość i opis prac

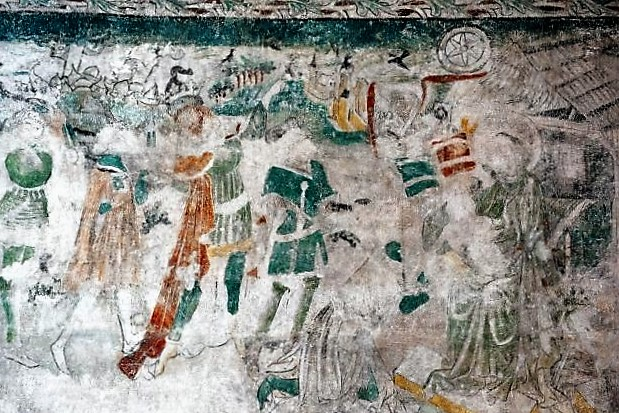
Polichromia w kościele filialnym w Krzyżowicach, Pokłon Trzech Króli

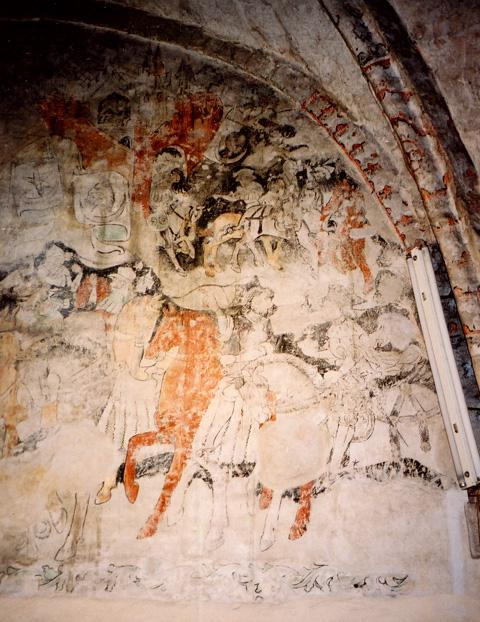
Polichromia z kościoła pw. św. Antoniego w Strzelnikach, Pokłon Trzech Króli

Mistrz Brzeskich Pokłonów Trzech Króli jako pierwszy na Śląsku zastosował bardzo duże kompozycje ścienne, a ich wielkość dostosowywał do rozległości przestrzeni, co podkreślało realizm scen. W swoich pracach, również po raz pierwszy, ukazywał wyraźną linię horyzontu wraz z miniaturowymi formami architektonicznymi, dzięki czemu uzyskiwał wzmocnione wrażenie głębi. Zauważyć można pierwsze próby rozciągnięcia akcji figuralnej oraz jej podział na dwa plany, przy czym drugi plan przedstawiony jest z zachowaniem gradacji skali. To jemu malarstwo śląskie zawdzięcza „szachownicowe posadzki z romboidalnymi flizami wyznaczonymi przez równoległe linie diagonalne”.
Do jego najlepszych prac należą malowidła ścienne w Strzelnikach. Obrazy tworzą jeden wątek chrystologiczny w dwustrefowym cyklu pasyjnym na ścianie północnej oraz jednolitą kompozycję po stronie południowej, ukazującą Epifanię: objawienie Zbawiciela, Pokłon Trzech Króli i Zwiastowanie pasterzom. Największą uwagę przyciąga scena Pokłonu: artysta ukazuje poczet królewski wyruszający z zamku, przesuwający się na tle krajobrazu i zatrzymujący się przed szopą. Poszczególne elementy kompozycyjne: twierdza rycerska i skromne obejście z warsztatem stolarskim św. Józefa i bydłem zostały odtworzone bardzo realistycznie. Z dużą precyzją ukazano szczegóły uprzęży, strojów i elementów uzbrojenia. Ruchy ukazanych postaci są naturalne, z wyrazistą fizjonomią, ze skrótami perspektywicznymi. Figury na drugim planie przedstawiono w zmniejszonej skali, co sugeruje ich przestrzenne oddalenie. Wielkość malowidła jest ściśle powiązana z wielkością wnętrza prezbiterium, dzięki czemu widz ma wrażenie uczestniczenia w wydarzeniach. Mistrz po raz pierwszy w malarstwie śląskim przedstawia nowe wątki: św. Józefa pracującego w warsztacie oraz orszaku towarzyszącego monarchom w drodze do nowo narodzonego Chrystusa. Motyw orszaku pochodzi ze sztuki zachodniej, a wersja strzelnicka ma rodowód burgundzki; motyw św. Józefa pochodzi z malarstwa niderlandzkiego.
Drugie malowidło będące samodzielną kompozycją Mistrza z Brzegu pochodzi z Krzyżanowic. Ten sam temat został przedstawiony w chwili, gdy królowie przybyli do stajenki i w asyście dworzan udają się do szopy; najstarszy z nich już klęczy u stóp Marii. Mistrz ukazuje postacie w wytwornych strojach burgundzkich. Pejzaż z wyraźnie widoczną linią horyzontu, usiany jest maleńkimi sylwetkami drzew, lecących ptaków oraz wizerunkiem zamku. Mistrz Brzeskich Pokłonów Trzech Króli jest również autorem malowideł znajdujących się po przeciwnej stronie prezbiterium, przy niszy sakrarium. Sceny dotyczą tajemnicy Eucharystii: Vir Dolorum z arma passionis, Oblicze Chrystusa i Żywy Krzyż oraz połączona z tą ostatnią scena Męczeństwa św. Achacjusza i Dziesięciu Tysięcy Legionistów. 
Według Alicji Karłowskiej-Kamzowej oba malowidła mogły zostać ufundowane przez Ludwika II. Na malowidle w Krzyżanowicach obok pierwszego monarchy ukazany został wizerunek księcia. Taka ikonograficzna osobliwość miała swoje korzenie w ówczesnej modzie: jako jeden z Trzech Króli portretowany był Zygmunt Luksemburski oraz Karol IV Luksemburski.
Do innych prac Mistrza z Brzegu należy przedstawienie Chusty św. Weroniki adorowanej przez anioły ze świecami i podtrzymywanej przez duchownego i przez księcia, św. Erazma i Norberta oraz św. Marcina. Malowidło znajduje się w Brzegu, na ścianie szczytowej zakrystii kościoła św. Mikołaja. Prawdopodobnie zostało wykonane na zlecenie mieszczanki, a jej wizerunek znajduje się u stóp św. Katarzyny. Najpóźniejszą jego pracą jest malowidło w kaplicy południowej przy kościele franciszkanów w Opolu.